# Tavaszi kökörcsin
A tavaszi kökörcsin (Pulsatilla vernalis) a boglárkavirágúak (Ranunculales) rendjébe, ezen belül a boglárkafélék (Ranunculaceae) családjába tartozó faj. Magyarországon nem őshonos, nem védett faj.

## Előfordulása
Közép- és Dél-Európa magashegységeiben honos.

## Megjelenése
5-15 centiméter magas, felálló, bozontosan szőrös szárú, évelő növény. Tőlevelei áttelelnek, az újak virágzás után jelennek meg (ez a nemzetségben csak erre a fajra jellemző), bőrneműen vaskosak, nyelesek, páratlanul szárnyasan szeldeltek, 3-5 tojás alakú, mélyen bevagdalt szélű szelettel. A virágzati szár gallérozó fellevelei tövükön összenőttek, és bozontos szőrű, szálas cimpákra szeldeltek. A bimbó bronzszínűen szőrös. A virágok egyesével fejlődnek a szárak csúcsán, felállók vagy bókolók, eleinte harang alakúak, később szétterülők. A virágtakaró 6 színes csészelevélből áll. Belül fehérek, külső oldaluk kékes, rózsaszín vagy halványlila, aranybarna bársonyos szőrrel. A bibeszálak elvirágzás után megnyúlnak, sűrű, elálló szőrűek, és sokáig megmaradnak az aszmagos terméscsoporton.

## Életmódja
A hegyvidéki övtől a havasi övig, 1300-3600 méter magasságban él, savanyú talajokon, gyepekben, törpecserjésekben.

## Képek

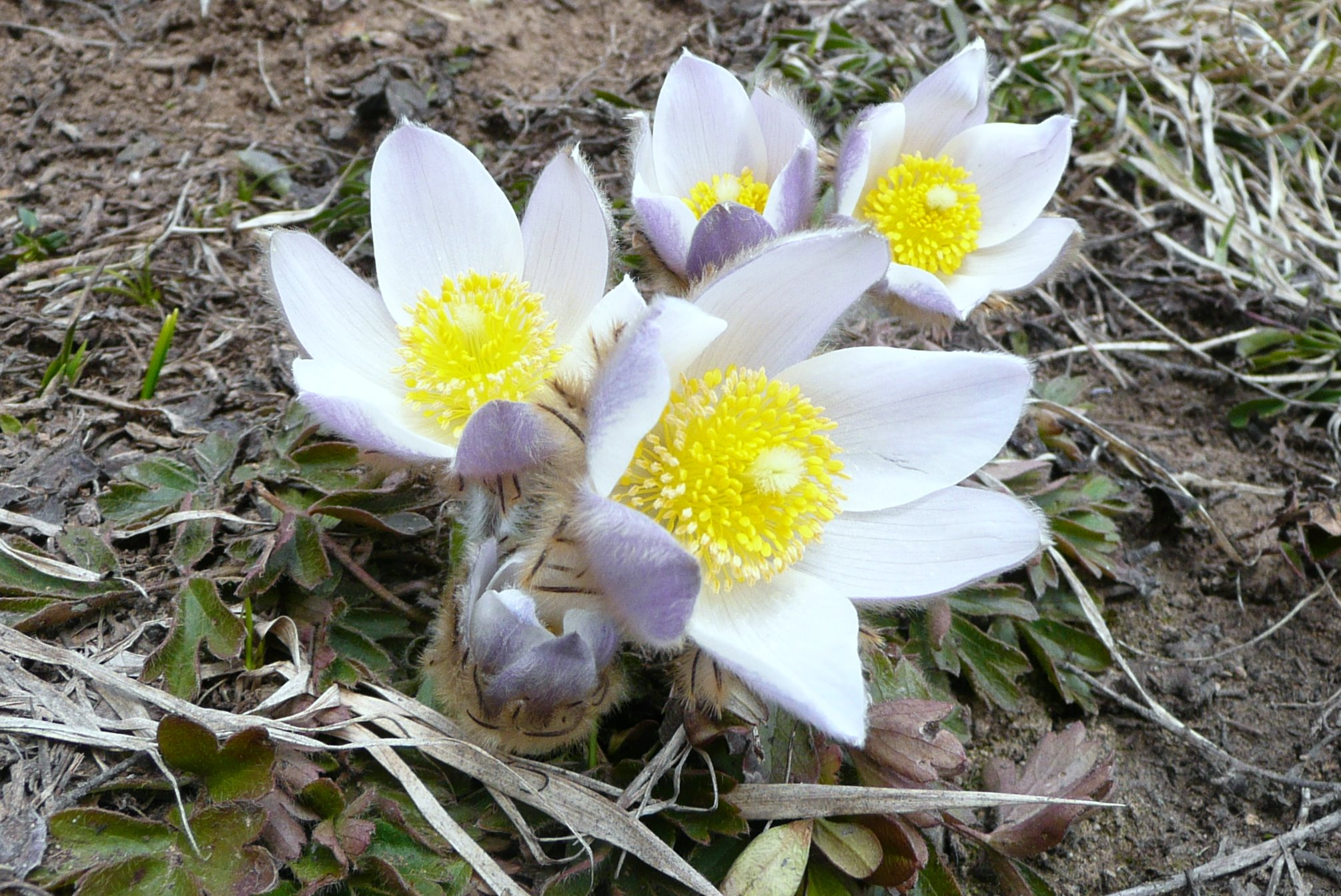
Virágai
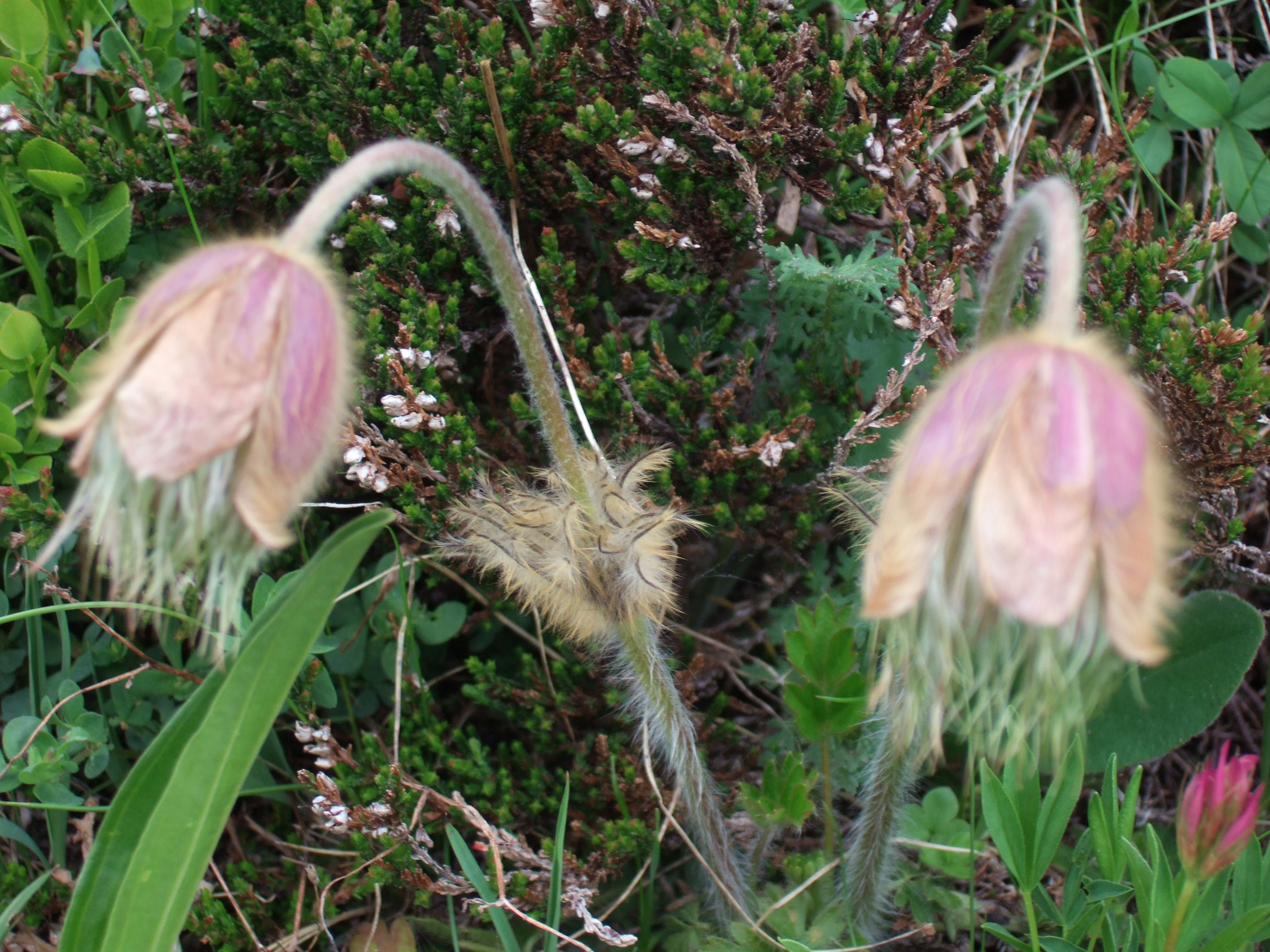
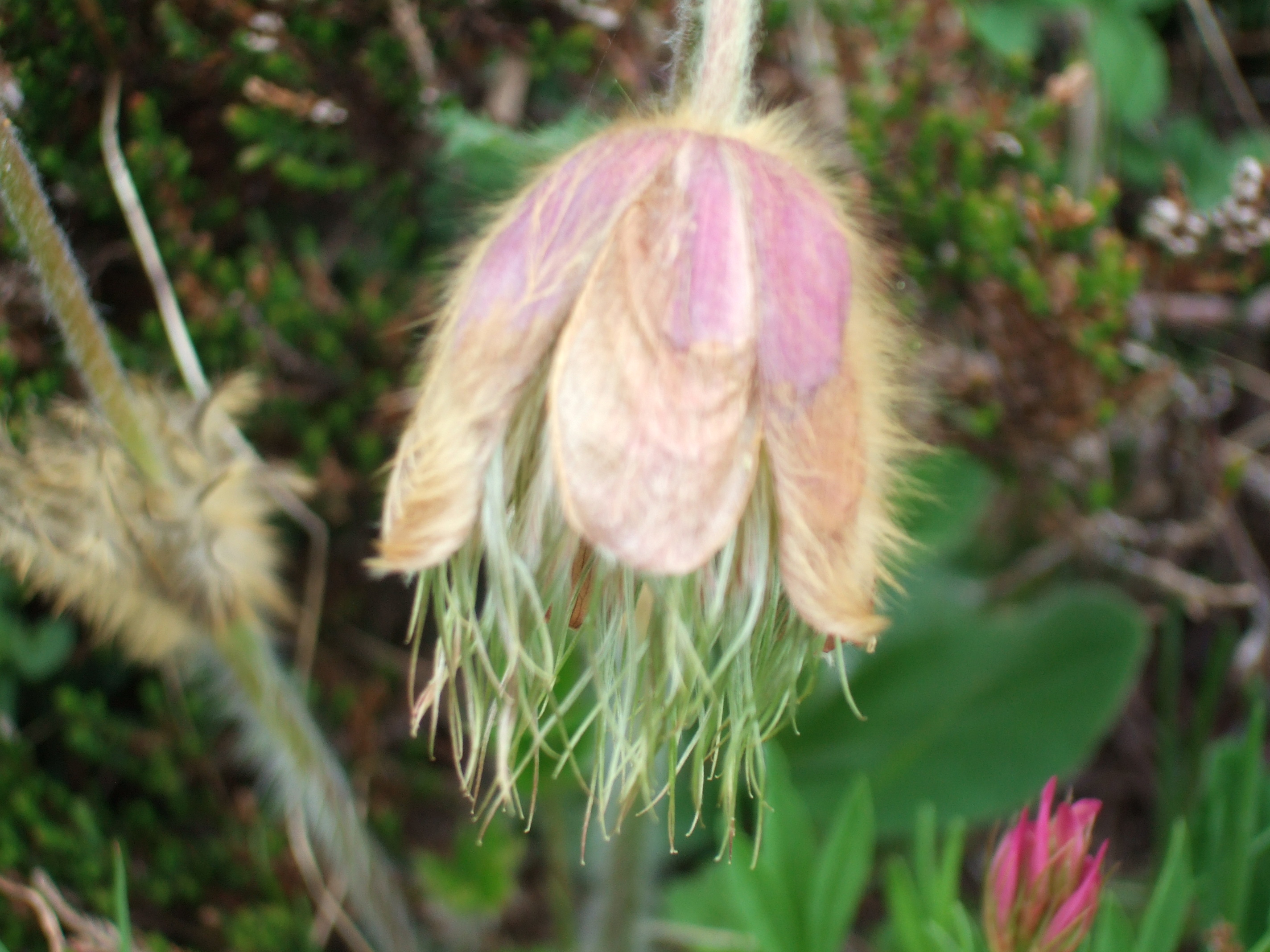
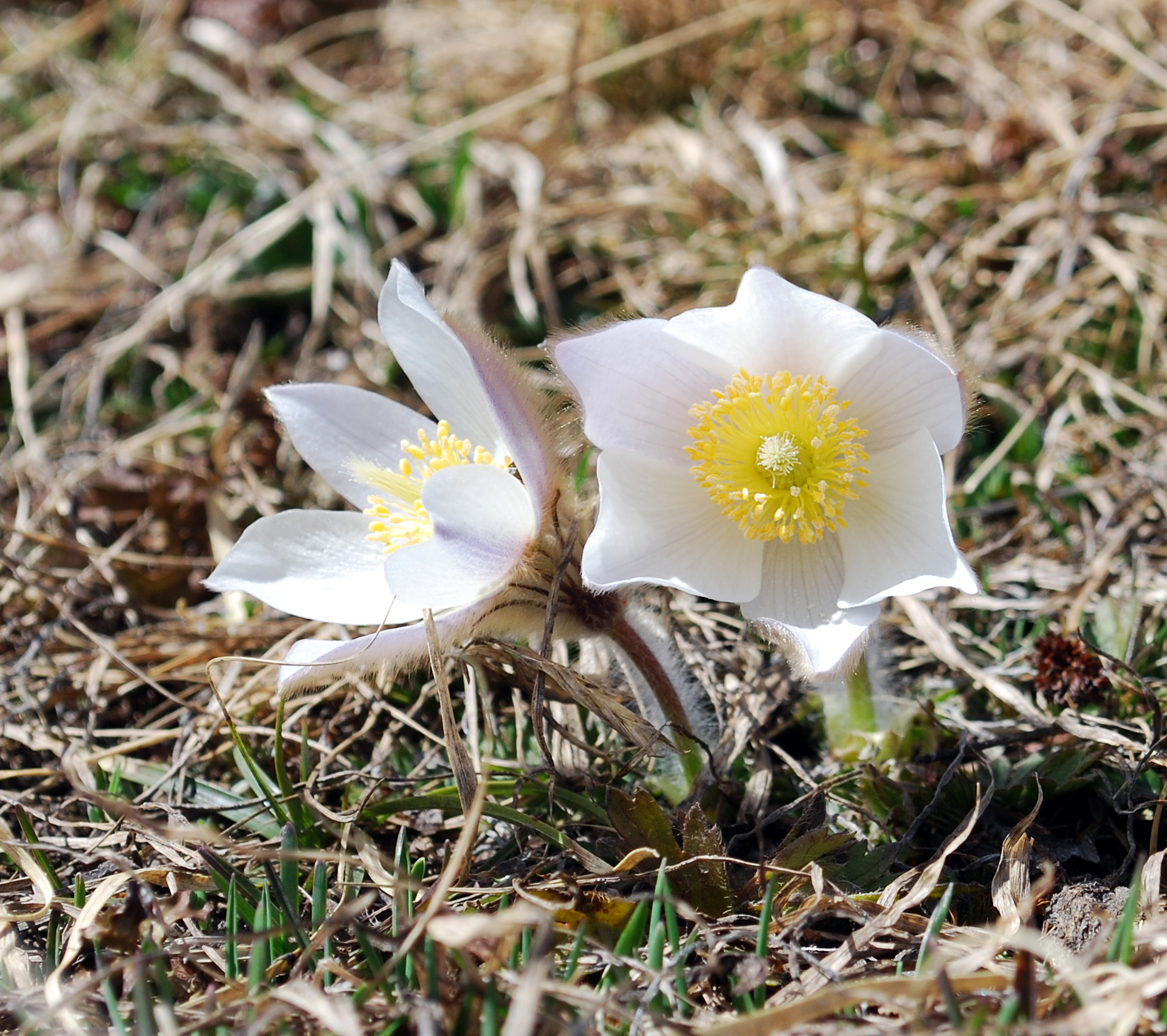
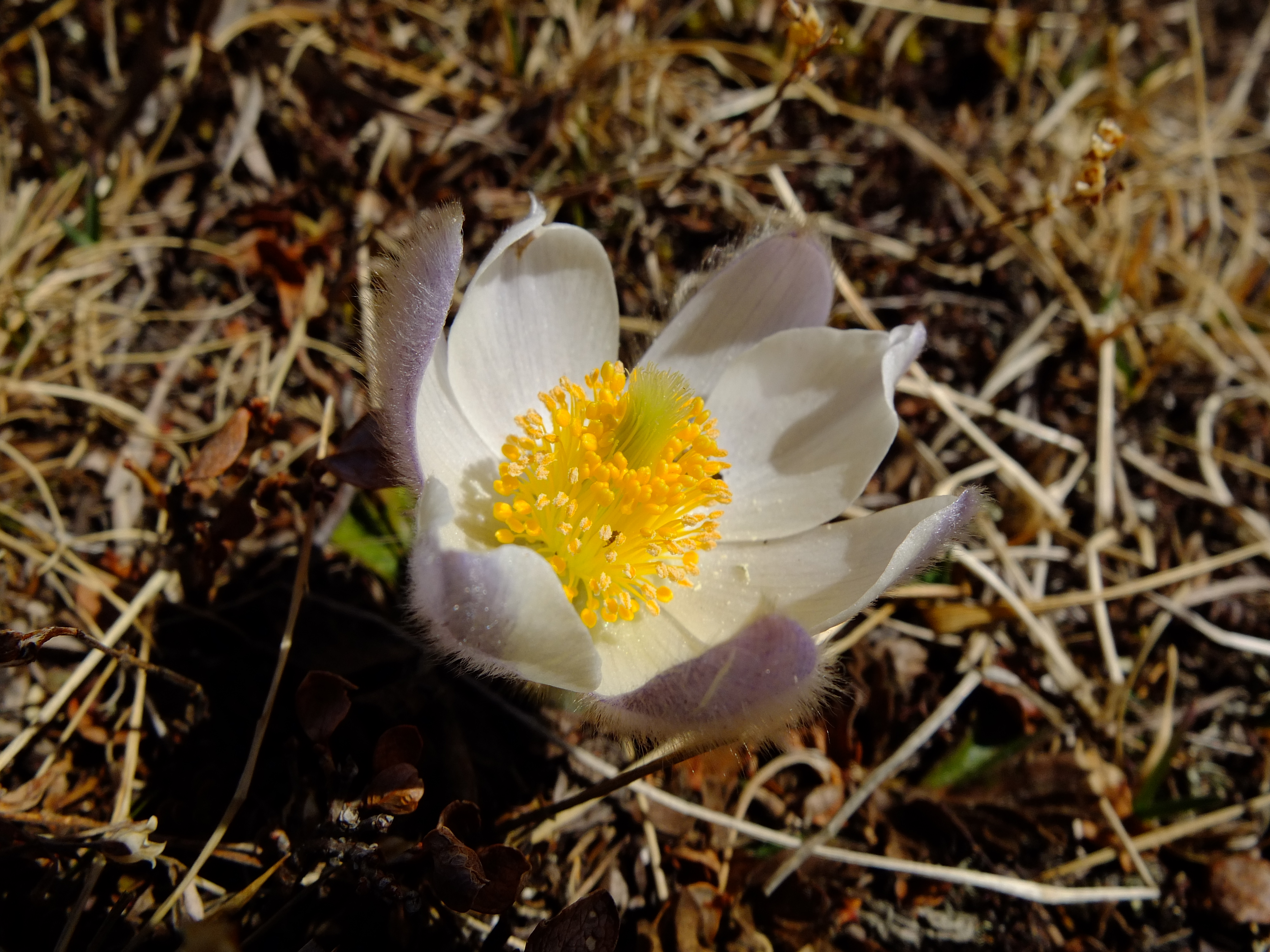
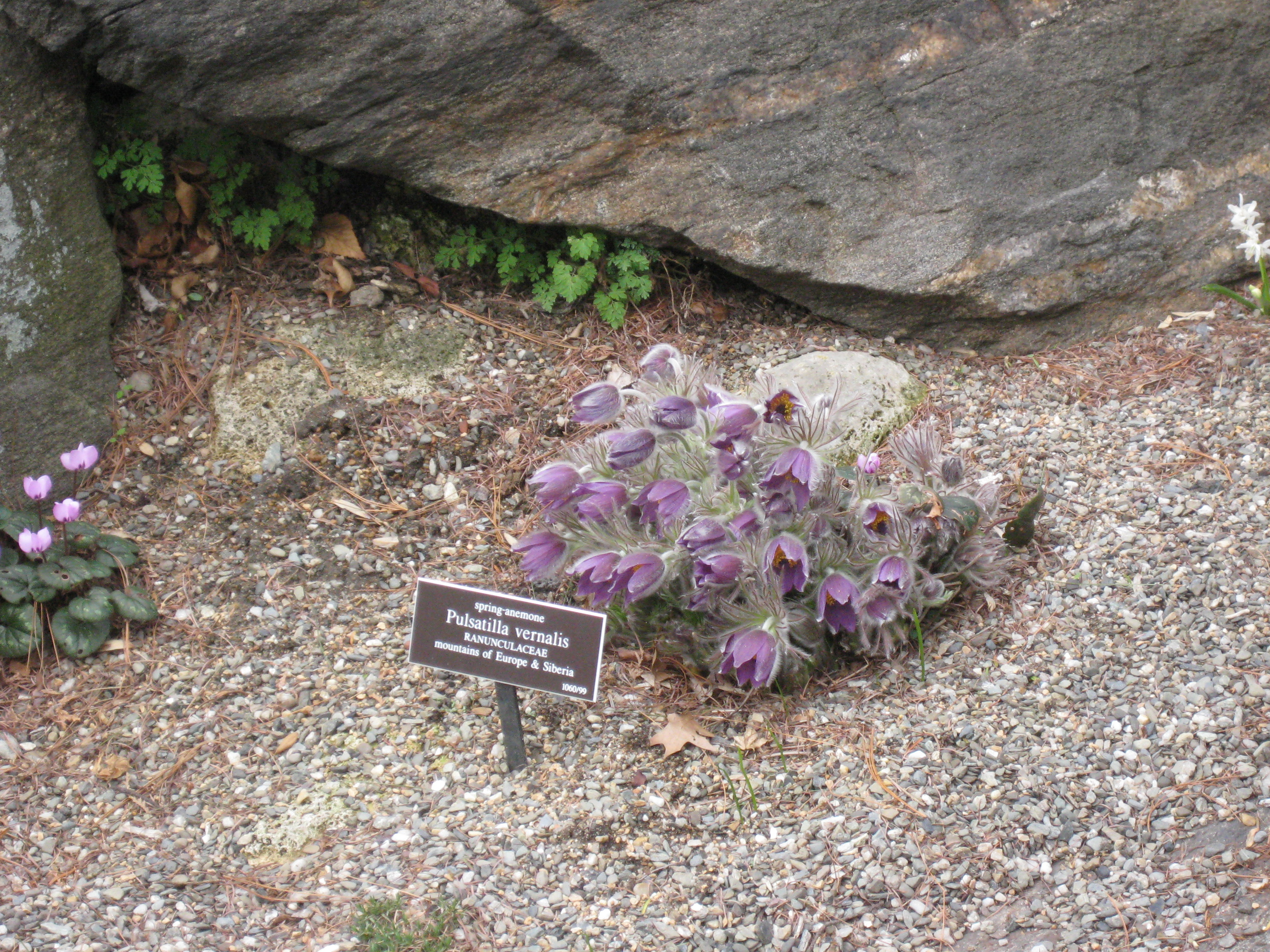
A New York-i botanikus kertekben
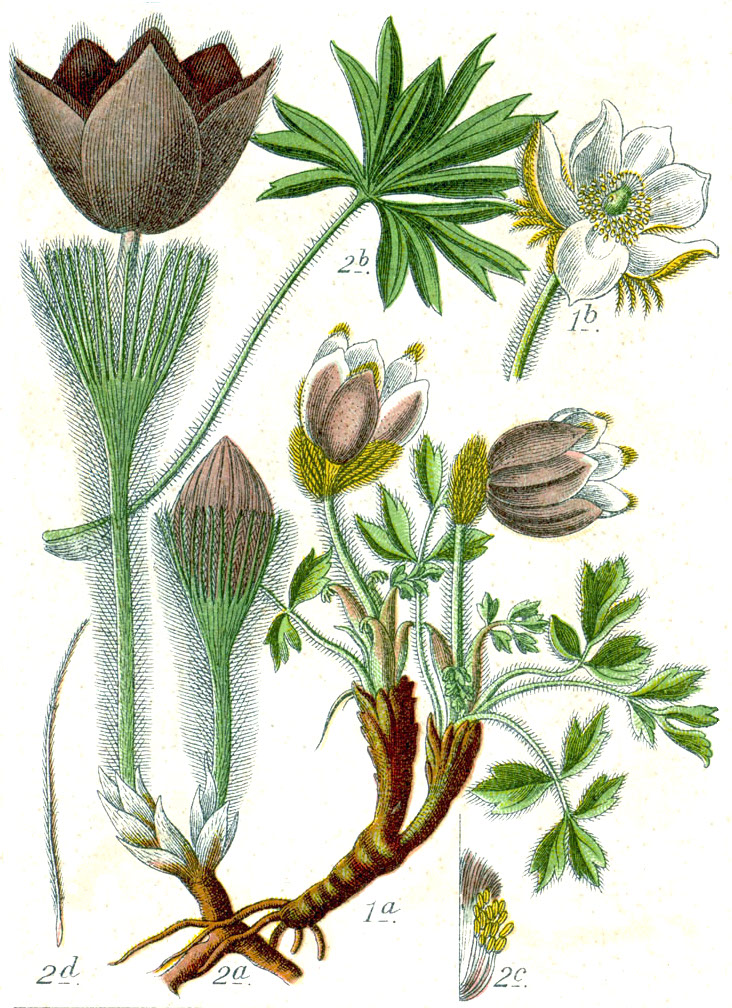
Rajz a növényről